# Craterocephalus laisapi
Craterocephalus laisapi és una espècie de peix pertanyent a la família dels aterínids. El mascle pot atènyer fins a 4,3 cm de llargària màxima i la femella 3,9.
És un peix d'aigua dolça, bentopelàgic i de clima tropical. Es troba al riu Ira Siquero (Timor Oriental).

És inofensiu per als humans.